# Sapajus cay
Sapajus cay is een zoogdier uit de familie van de Kapucijnapen en doodshoofdaapjes (Cebidae). De wetenschappelijke naam van de soort werd voor het eerst geldig gepubliceerd door Johann Karl Wilhelm Illiger in 1815.

## Voorkomen
De soort komt voor in Argentinië, Bolivia, Brazilië en Paraguay.